# A35 (autoestrada)
O IC12 é uma via rápida portuguesa com perfil de autoestrada. A numeração A35 está reservada caso esta estrada venha a ser convertida numa autoestrada. Já existe parte do IC12, entre Santa Comba Dão e Canas de Senhorim. Este troço tem 21 km de comprimento e foi concluído em 1998. Está previsto que o IC12 seja prolongado quer para oeste (até Mira), quer para este (até Mangualde). Assim, quando concluído, o IC12 terá 94 km de extensão e ligará a Mira a Mangualde, passando pela Mealhada e por Santa Comba Dão. Atualmente, o IC12 está isolado do resto da rede portuguesa de autoestradas e vias rápidas com perfil de autoestrada, mas quando concluído, ligará a A17 (em Mira), a A1 (na Mealhada) e a A25 (antigo IP5, em Mangualde). Também houve projetos para que o traçado do IC12 fosse comum ao da planeada A24 — Autoestrada Coimbra–Viseu no troço entre Mealhada e Mortágua.
O troço atualmente existente do IC12 (Santa Comba Dão–Canas de Senhorim) não tem portagens. Está previsto que o novo troço Mira–Santa Comba Dão irá ser uma autoestrada com portagens. Já quanto ao troço Canas de Senhorim–Mangualde têm sido apresentados projetos quer para construí-lo como uma autoestrada com portagens, quer sem portagens.

## Estado dos Troços
| Troço                                                | Situação                                                             | km |
| ---------------------------------------------------- | -------------------------------------------------------------------- | -- |
| Mira ( A 17 ) - Mealhada ( A 1 )                     | Em projeto                                                           | 20 |
| Mealhada ( A 1 ) - Mealhada ( A 24 )                 | Adjudicação do projeto suspensa (Concessão: Auto-Estradas do Centro) | 8  |
| Mealhada ( A 24 ) - Mortágua (troço comum com a A24) | Adjudicação do projeto suspensa (Concessão: Auto-Estradas do Centro) | 22 |
| Mortágua ( A 24 ) - Santa Comba Dão ( IP 3 )         | Adjudicação do projeto suspensa (Concessão: Auto-Estradas do Centro) | 13 |
| Santa Comba Dão ( IP 3 ) - Carregal do Sal           | Em serviço (1998)                                                    | 8  |
| Carregal do Sal - Canas de Senhorim                  | Em serviço (1995)                                                    | 13 |
| Canas de Senhorim - Mangualde ( A 25 )               | Adjudicação do projeto suspensa (Concessão: Auto-Estradas do Centro) | 22 |

## História
Em 1985 foi aprovado um novo Plano Rodoviário Nacional, que substituiu o de 1945. Este novo Plano previa que a numeração IC12 fosse atribuída a uma futura via rápida que seria construída entre Viseu, Seia e Covilhã (que corresponde parcialmente ao traçado atualmente previsto para o IC37). O Plano Rodoviário Nacional de 1985 não previa a construção de nenhum itinerário complementar no eixo Mira–Santa Comba Dão–Mangualde, mas considerava que o eixo era suficientemente importante para ter uma estrada do Estado. Com efeito, o Plano previa a existência da estrada nacional N234, que ligava Mira, Santa Comba Dão e Mangualde. 
Nos anos seguintes foi ganhando força a ideia de construir uma variante à N234 entre Santa Comba Dão (IP3) e Mangualde (IP5), para substituir o obsoleto traçado original dessa Estrada Nacional, o qual atravessava o interior de diversas localidades (como as vilas de Carregal do Sal e Nelas). Em 1991 foi concluído o estudo prévio da variante Santa Comba Dão–Mangualde e em 1995 foi inaugurado o primeiro lanço, entre Carregal do Sal e Canas de Senhorim. Esse lanço era uma via rápida com 2 faixas de rodagem (separadas por uma barreira New Jersey) e estava sinalizado como N234. Tal como qualquer rodovia não concessionada a privados, a variante à N234 foi construída diretamente pelo Estado, por via da Junta Autónoma de Estradas, que também ficou responsável pela sua manutenção. O segundo lanço da variante, entre Santa Comba Dão (IP3) e Carregal do Sal, abriu em 1998, também com formato de via rápida com perfil transversal de autoestrada. Esta variante acabou por ser integrada no itinerário complementar IC12, depois da revisão do Plano Rodoviário Nacional. À data de 2018, o lanço Canas de Senhorim–Mangualde do IC12 continua por construir.
Em finais da década de 1990 e inícios da década de 2000 foi elaborado o Plano Rodoviário Nacional de 2000. Ao contrário do Plano de 1985, o Plano de 2000 previa que o eixo Mira–Santa Comba Dão–Mangualde fosse servido por um itinerário complementar, o IC12, que deveria ter perfil transversal de autoestrada em toda a sua extensão. Com efeito, a variante à N234 que já estava construída entre Santa Comba Dão e Canas de Senhorim foi integrada no IC12 (recorde-se que esta variante tinha perfil transversal de autoestrada). Na altura, estava previsto que o IC12 seria uma autoestrada com portagens entre Mira e Santa Comba Dão e que seria gratuito daí até Mangualde. O Plano Rodoviário Nacional de 2000 classificou especificamente algumas rodovias como Estradas Nacionais para servirem de alternativa a autoestradas com portagem. Com efeito, o Plano previa a manutenção da N234 enquanto estrada estatal alternativa ao IC12 entre Mira e Santa Comba Dão e a sua desclassificação para estrada municipal de Santa Comba Dão em diante, sendo nesse troço inteiramente substituída pelo IC12 (já que nesse troço o IC12 não teria portagens). Em consequência, depois da conclusão (em 1998) do troço Santa Comba Dão–Canas de Senhorim do IC12 (que não tem portagens), o traçado original da N234 entre essas duas localidades foi desclassificado para estrada municipal (M234).
Em 1999, o governo de Portugal (então liderado por António Guterres) lançou a concessão IC12. A empresa que viesse a ficar com a concessão teria que construir o IC12 com perfil de autoestrada e com portagens entre Mira e Santa Comba Dão e sem portagens entre Canas de Senhorim e Mangualde. A responsabilidade pela manutenção do troço do IC12 que então já estava construído (entre Santa Comba Dão e Canas de Senhorim) seria transferida do Instituto das Estradas de Portugal (que sucedeu à Junta Autónoma de Estradas) para a empresa concessionária. Contudo, a Concessão IC12 acabou por não avançar.
Em 2002 o Instituto das Estradas de Portugal aprovou uma proposta para atribuir a numeração e classificação de autoestrada a todos os troços com perfil de autoestrada da rede de estradas portuguesa (quer existentes, quer planeados). No caso do IC12 foi proposta a numeração A35.
Em 2007, o governo (então liderado por José Sócrates) lançou a Subconcessão Autoestradas do Centro que, entre outras obras, previa a construção do IC12 entre Mealhada (A1) e Santa Comba Dão e entre Canas de Senhorim e Mangualde. A concessão Autoestradas do Centro não incluía a construção do IC12 entre Mira e Mealhada. À semelhança da concessão de 1999, 
o IC12 teria portagens a oeste de Santa Comba Dão e a empresa que ficasse com a concessão teria que manter o troço intermédio entre Santa Comba Dão e Canas de Senhorim (que não tem portagens). Contudo, ao contrário da concessão de 1999, estava previsto que o novo troço Canas de Senhorim–Mangualde teria portagens. Também estava previsto que entre Mealhada e Mortágua o IC12 teria um traçado comum com a projetada A24 — Autoestrada Coimbra–Viseu. A construção dos novos troços deveria ter-se iniciado em 2009, no entanto, a concessão Autoestradas do Centro acabou por não avançar, pois as dificuldades económicas levaram a que em Abril de 2010 esta concessão fosse suspensa por tempo indeterminado.

## Saídas

### Santa Comba Dão - Canas de Senhorim
| Número da Saída | km | Nome da Saída                                                                      | Estrada que liga |
| --------------- | -- | ---------------------------------------------------------------------------------- | ---------------- |
|                 | 0  | Coimbra (A 1) (IC2) / Figueira da Foz (A 14) Santa Comba Dão / Viseu (A 24) (A 25) | IP 3             |
| 1               | 0  | Rojão Grande Tábua                                                                 | M 234 N 234-6    |
| 2               | 9  | Carregal do Sal Tondela                                                            | R 230            |
| 3               | 15 | Oliveirinha Cabanas de Viriato                                                     | N 337            |
| Cruzamento      | 21 | Canas de Senhorim Lapa do Lobo                                                     | M 234            |
|                 |    | direção Mangualde (A 25) Nelas                                                     | N 234            |

### Mealhada - Santa Comba Dão
Por construir
| Número da Saída                  | Nome da Saída                   | Estrada que liga |
| -------------------------------- | ------------------------------- | ---------------- |
|                                  | Lisboa / Coimbra Porto / Aveiro | A 1              |
|                                  | Mealhada                        | N 1              |
|                                  | Coimbra Águeda                  | A 24 IC 2        |
| Início do troço comum com a A 24 |                                 |                  |
|                                  | Mortágua                        | N 334-1          |
|                                  | Viseu                           | A 24             |
| Fim do troço comum com a A 24    |                                 |                  |
|                                  | Santa Comba Dão Tondela         | IP 3             |
|                                  | Tábua                           | actual 22        |

### Canas de Senhorim - Mangualde
Por construir
| Número da Saída | Nome da Saída                             | Estrada que liga |
| --------------- | ----------------------------------------- | ---------------- |
|                 | Canas de Senhorim                         | M 641            |
|                 | Nelas                                     | N 231            |
|                 | Nelas (nascente)                          |                  |
|                 | Mangualde (oeste) Moimenta de Maceira Dão | M 595            |
|                 | Mangualde / Guarda Viseu                  | A 25             |